# Музей секса и сексуальных культур мира (Харьков)
Научно-просветительный Музей сексуальных культур мира (Харьков) — единственный музей на территории Украины, который проводит просветительскую и образовательную деятельность в области сексуальных отношений, основываясь на сексуальных культурах разных стран мира:48.

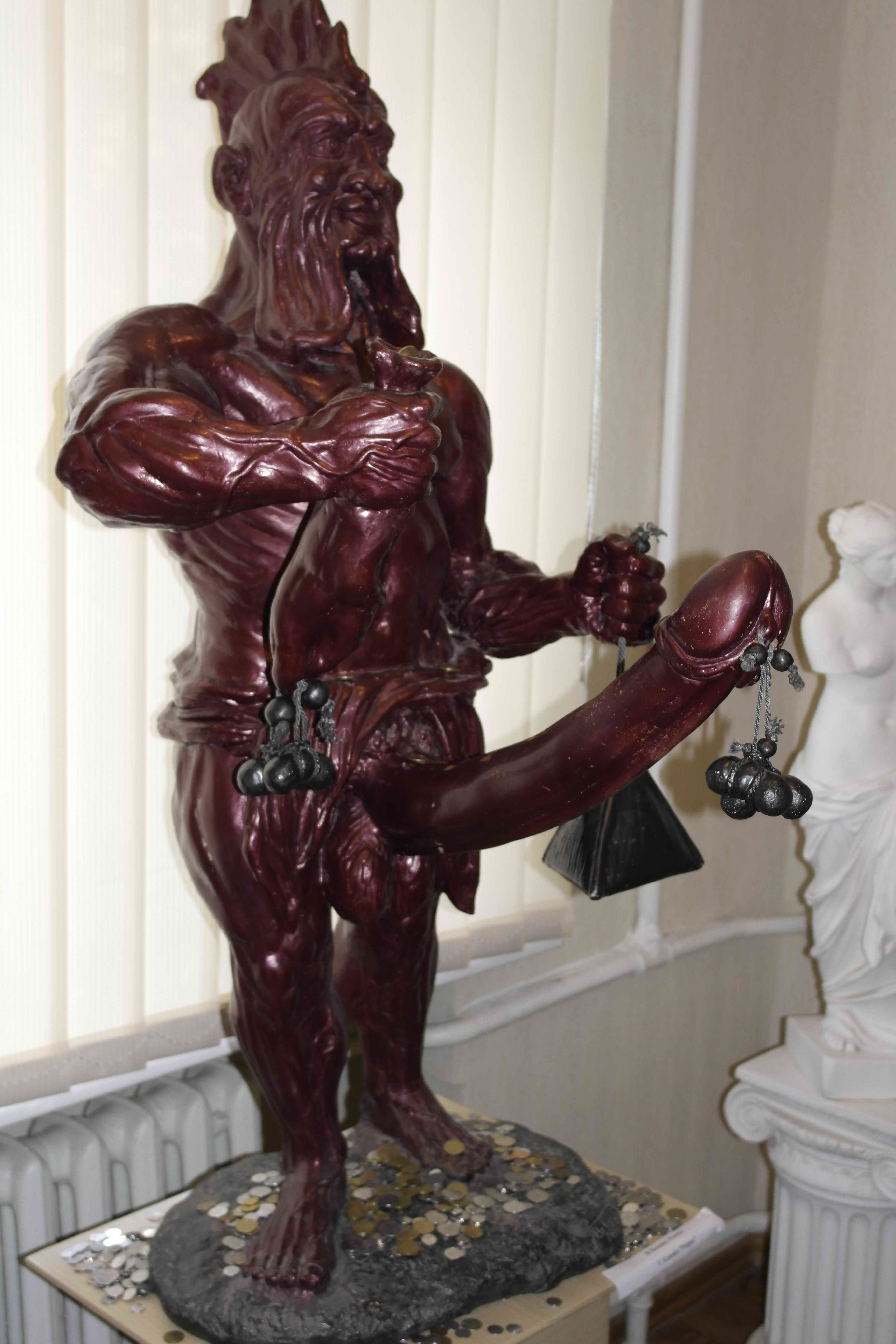
Статуя Приапа на входе в музей секса и сексуальных культур мира в г. Харьков. Автор Косенко Владимир Васильевич.

Музей был открыт сотрудниками кафедры сексологии Харьковской медицинской академии последипломного образования в 1999 году. Основой экспозиции стала частная коллекция профессора Евгения Валентиновича Кришталя.
В «Музее сексуальных культур мира» ведётся просветительская работа с подростками, семейными парами, а также с людьми, желающими вступить в брак.
Музей состоит из десяти залов. Каждый зал посвящён сексуальной культуре отдельной страны: Греция, Рим, Индия, Япония, Китай, страны Европы, Америки и Африки. Есть отдельный зал, посвящённый сексуальным девиациям (отклонениям в сексуальном развитии), современной сексуальной культуре и подростковый зал, в котором находятся материалы по анатомии, психологии и физиологии человека и его сексуальном поведении, где проводятся лекции по половому воспитанию подростков.
Не все могут посетить «Музей сексуальных культур мира». Увидеть все залы могут посетители в возрасте от 18 лет. Зал для подростков можно посетить с 15 лет.

## Оценки
Украинские исследователи профессор медицины А. Г. Луценко и доцент В. В. Чугунов, называют его уникальным музеем, входящих в небольшое число музеев мира, в которых освещается отношение к эротике и сексуальности народов разных стран, современных и древних цивилизаций:48. Украинский профессор В. Г. Марченко считает, что этот музей получил признание и вносит существенный вклад в повышение сексуальной культуры населения.
Посещение музея входит в программу системы психотерапевтической коррекции сексуальной дезадаптации, разработанную в Институте проблем эндокринной патологии им. В. Я. Данилевского НАМН Украины.